# Vălkosel, Blagoevgrad
Vălkosel (în bulgară Вълкосел) este un sat în Obștina Satovcea, Regiunea Blagoevgrad, Bulgaria.

## Demografie
Componența etnică a satului Vălkosel
     Turci (21,29%)
     Bulgari (11,74%)
     Romi (1,05%)
     Nicio identificare (57,24%)
     Altele (8,65%)
La recensământul din 2011, populația satului Vălkosel era de 2.554 locuitori. Nu există o etnie majoritară, locuitorii fiind turci (21,29%), bulgari (11,74%) și romi (1,05%). Pentru 57,24% din locuitori nu este cunoscută apartenența etnică.